# Liste der Biografien/Kuk
Liste der Biografien |
Portal Biografien |
Personensuche
# |
A |
B |
C |
D |
E |
F |
G |
H |
I |
J |
K |
L |
M |
N |
O |
P |
Q |
R |
S |
T |
U |
V |
W |
X |
Y |
Z |
?
 
Ka |
Kb |
Kc |
Kd |
Ke |
Kf |
Kg |
Kh |
Ki |
Kj |
Kl |
Km |
Kn |
Ko |
Kp |
Kr |
Ks |
Kt |
Ku |
Kv |
Kw |
Ky |
Kx |
Kz
 
Kua |
Kub |
Kuc |
Kud |
Kue |
Kuf |
Kug |
Kuh |
Kui |
Kuj |
Kuk |
Kul |
Kum |
Kun |
Kuo |
Kup |
Kuq |
Kur |
Kus |
Kut |
Kuu |
Kuv |
Kuw |
Kux |
Kuy |
Kuz
Die Liste der Biografien führt alle Personen auf, die in der deutschsprachigen Wikipedia einen Artikel haben. Dieses ist eine Teilliste mit 144 Einträgen von Personen, deren Namen mit den Buchstaben „Kuk“ beginnt.

## Kuk
- K’uk’ Bahlam I. (397–435), Herrscher der Maya-Stadt Palenque (431–435)
- Kuk, Karl (1853–1935), österreichischer General und Militärgouverneur im Ersten Weltkrieg

### Kuka
- Kuka, Loriana (* 1997), kosovarische Judoka
- Kuka, Pavel (* 1968), tschechischer FußballspielerPavel Kuka (* 1968)

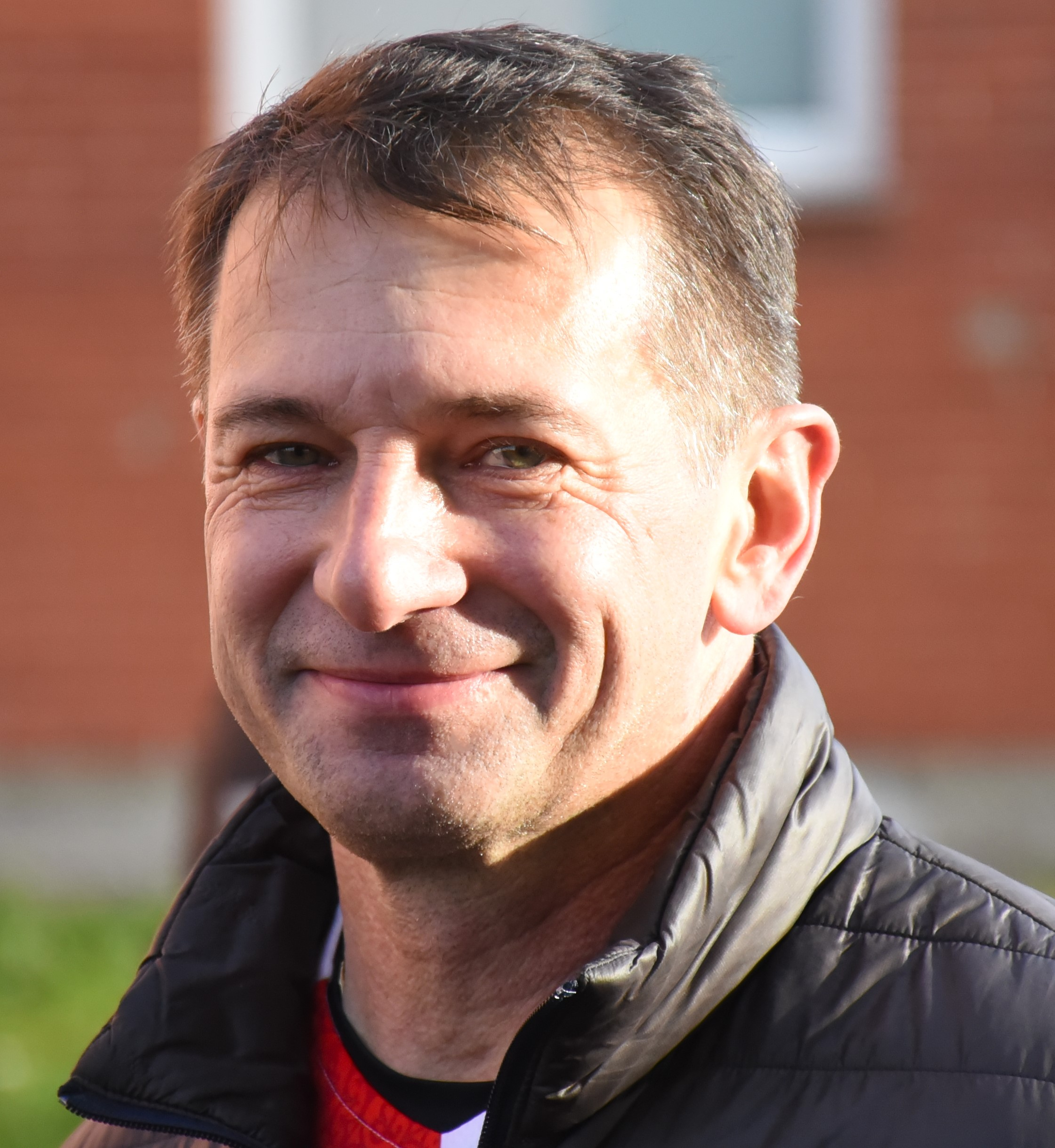
Pavel Kuka (* 1968)

- Kukacka, Helmut (* 1946), österreichischer Politiker (ÖVP) und Staatssekretär, Landtagsabgeordneter, Abgeordneter zum Nationalrat, Mitglied des Bundesrates
- Kukafka, Danya (* 1994), US-amerikanische Schriftstellerin
- Kukah, Matthew Hassan (* 1952), nigerianischer Geistlicher, Bischof von Sokoto
- Kukahn, Erich (1910–1987), deutscher Klassischer Archäologe
- Kūkai (774–835), japanischer buddhistischer Mönch, Gelehrter und Künstler
- Kukaine, Rita (1922–2011), sowjetische bzw. lettische Immunologin und Virologin
- Kukamunburra († 1884), Aborigine und Völkerschau-Teilnehmer
- Kukan, Dean (* 1993), Schweizer Eishockeyspieler
- Kukan, Eduard (1939–2022), slowakischer Politiker, MdEP und Diplomat
- Kukar, Bernie (* 1940), US-amerikanischer Schiedsrichter im American Football
- Kukarkin, Boris Wassiljewitsch (1909–1977), russischer Astronom und Hochschullehrer
- Kukasemkij, Sompol (* 1963), thailändischer Badmintonspieler
- Kukat, Christoph (1844–1914), ostpreußischer Evangelist und Bußprediger
- Kukat, Heinrich (1891–1920), deutscher Marineoffizier
- Kukatzki, Bernhard (* 1960), deutscher Historiker, Publizist und Politiker (SPD), MdL

### Kuke
- Kukebal, Johannes (* 1993), estnischer Fußballspieler
- Kükelhan, Inge (1939–2011), deutsche Kommunalpolitikerin (SPD)
- Kükelhaus, Heinz (1902–1946), deutscher Reisejournalist, Schriftsteller und Abenteurer
- Kükelhaus, Hermann (1920–1944), deutscher Dichter und Soldat
- Kükelhaus, Hugo (1900–1984), deutscher Tischler, Künstler und Pädagoge
- Kukeli, Burim (* 1984), albanischer Fußballspieler
- Kukelka, Alexander (* 1963), österreichischer Komponist, Dirigent und Pianist
- Kukelka, Peter (1934–2018), österreichischer Instrumentenbauer und Hochschullehrer
- Kukelski, Werner (1920–1995), deutscher Geheimdienstler und MfS-Offizier
- Küken, Christopher (* 1984), deutscher Schwimmer
- Kukenheim, Louis (1905–1972), niederländischer Romanist
- Kükenthal, Georg (1864–1955), deutscher Theologe und Botaniker
- Kükenthal, Wilhelm (1861–1922), deutscher Zoologe

### Kuki
- Kuki Moritaka (1573–1632), japanischer General und Admiral
- Kuki Yoshitaka (1542–1600), japanischer Marinekommandeur
- Kuki, Arto (* 1976), finnischer Eishockeyspieler
- Kuki, Shūzō (1888–1941), japanischer Philosoph und Universitätsprofessor
- Kukić, Dejan (* 1995), serbischer Fußballspieler
- Kukić, Lazar (* 1995), serbischer Handballspieler
- Kukic, Nermina (* 1971), deutsche Schauspielerin
- Kukić, Slavo (1954–2024), bosnischer Soziologe und Politiker
- Kukić, Zoran (* 1973), bosnisch-österreichischer Basketballspieler
- Kukiel, Marian (1885–1973), polnischer General und Historiker
- Kukielka, Christina (* 1944), deutsche Politikerin (BuLi, GAL, MdHB)
- Kukiełka, Mariusz (* 1976), polnischer Fußballspieler
- Kukier, Henryk (1930–2020), polnischer Boxer
- Kukies, Jörg (* 1968), deutscher Politiker (SPD) und ehemaliger BankmanagerJörg Kukies (* 1968)

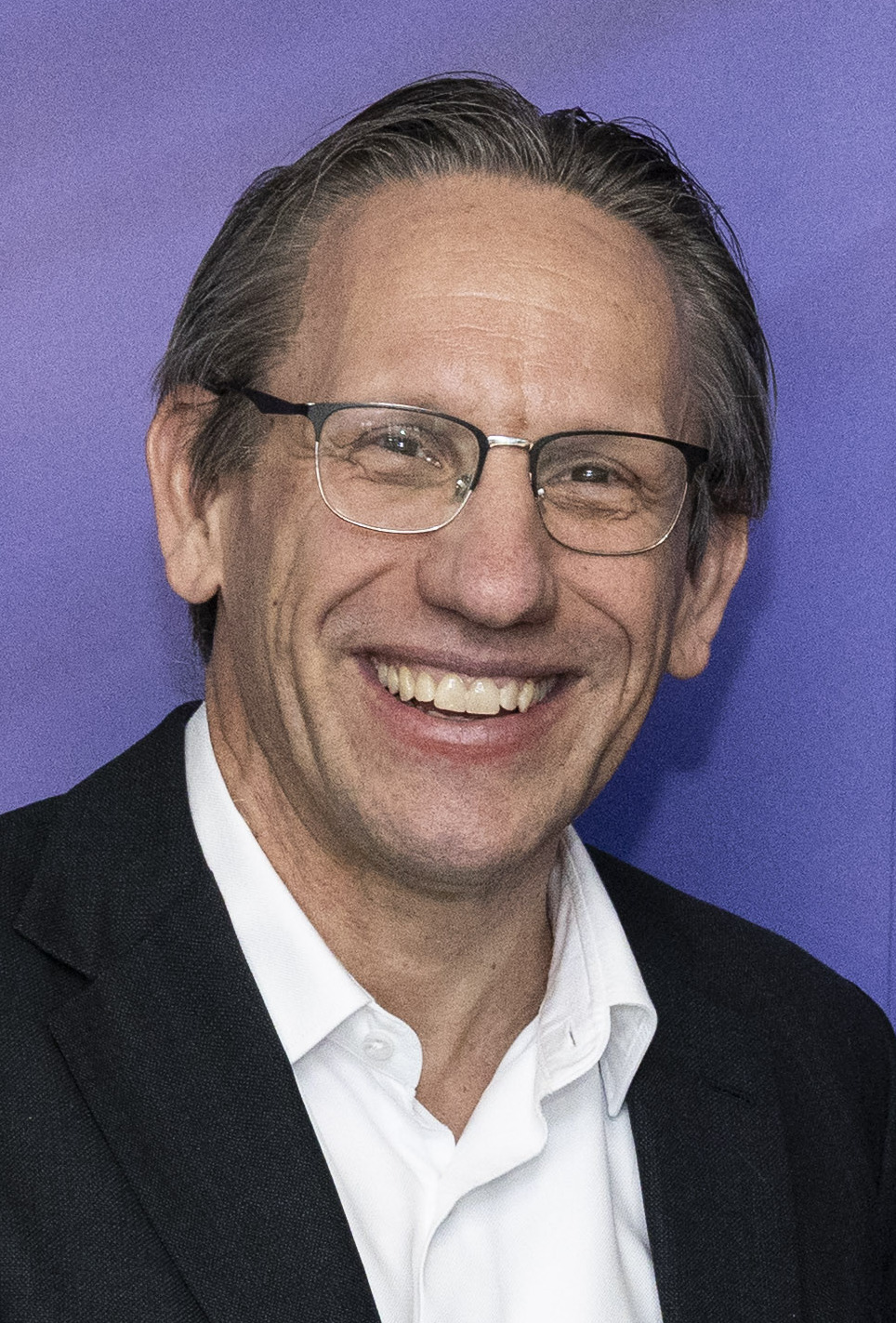
Jörg Kukies (* 1968)

- Kukil, Max (1904–1959), deutscher Politiker (SPD), MdL
- Kukino, Satoshi (* 1987), japanischer Fußballspieler
- Kukita, Shingo (* 1988), japanischer Fußballspieler
- Kukiz, Paweł (* 1963), polnischer Schauspieler und SängerPaweł Kukiz (* 1963)

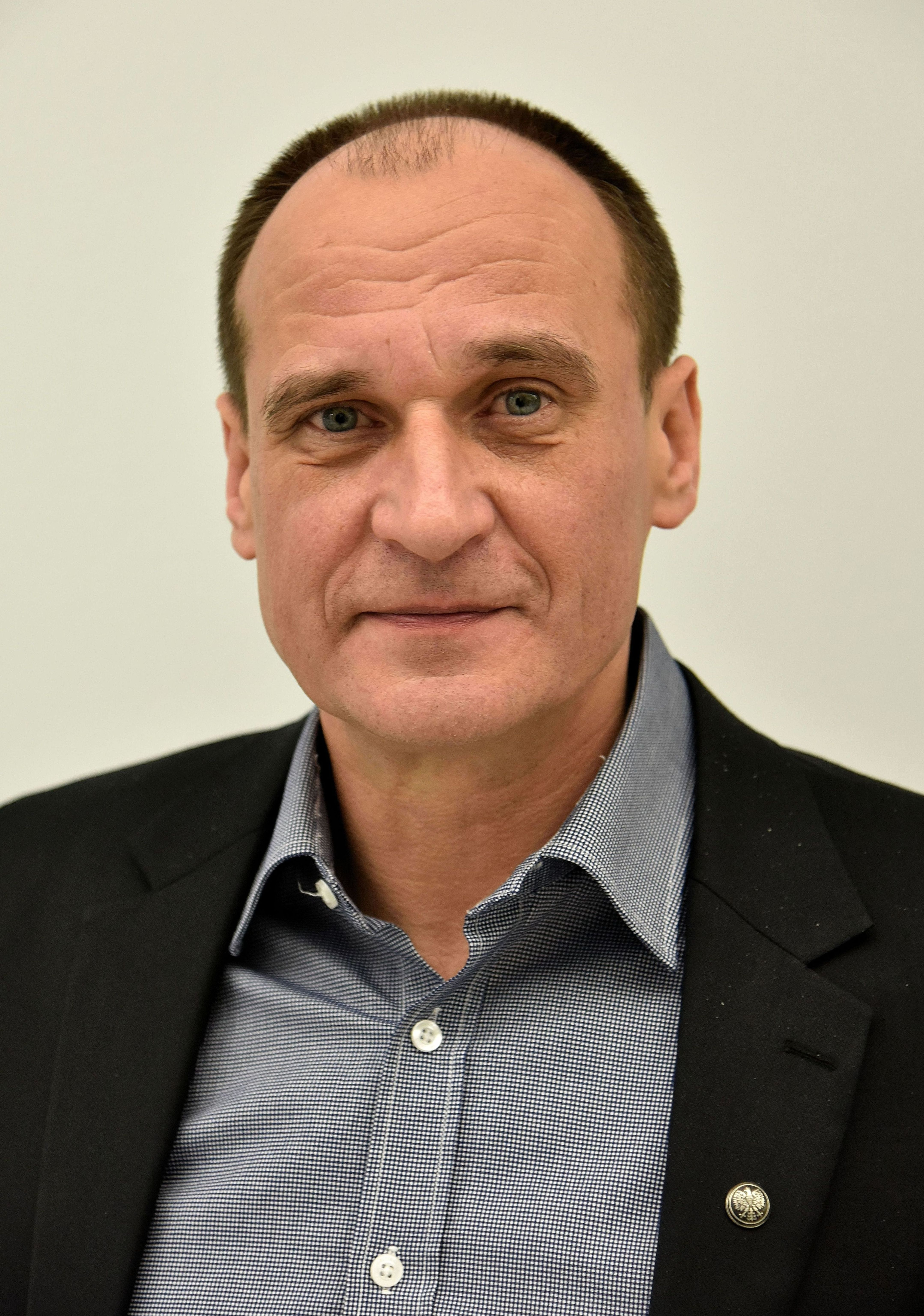
Paweł Kukiz (* 1963)

### Kukk
- Kukk, István Ernő (1927–1989), ungarischer Generalmajor
- Kukk, Jakob (1870–1933), estnischer evangelisch-lutherischer Bischof
- Kukk, Juhan (1885–1942), estnischer Wirtschaftsexperte und Politiker, Staatsoberhaupt der Republik Estland (1922–1923)
- Kukk, Jüri (1940–1981), estnischer Chemiker und sowjetischer Dissident
- Kukk, Kalev (* 1951), estnischer Ökonom und Politiker, Mitglied des Riigikogu
- Kukka, Alar (* 1986), estnischer Nordischer Kombinierer
- Kukkamäki, Tauno Johannes (1909–1997), finnischer Geodät
- Kukkapalli, Maneesha (* 1995), indische Badmintonspielerin
- Kukkapuro, Yrjö (1933–2025), finnischer Innenarchitekt und Möbeldesigner
- Kukkasjärvi, Irma (1941–2011), finnische Textildesignerin
- Kukke, Hugo (1898–1942), estnischer Journalist und Politiker
- Kukko, Sakari (* 1953), finnischer Jazzmusiker
- Kukkoaho, Markku (* 1946), finnischer Sprinter
- Kukkonen, Annika (* 1990), finnische Fußballspielerin und -trainerin
- Kukkonen, Lasse (* 1981), finnischer Eishockeyspieler
- Kukkonen, Petter (* 1981), finnischer nordischer Kombinierer und Autor
- Kukkonen, Sinikka (1947–2016), finnische Ski-Orientierungsläuferin
- Kukkonen, Sirpa (* 1958), finnische Ski-Orientierungsläuferin
- Kukkunni, König von Wilusa

### Kukl
- Kukla, George (1930–2014), tschechischer Paläoklimatologe
- Kukla, Quill, kanadischer und US-amerikanischer Philosoph
- Kukla, Reinhold (1877–1965), österreichischer Landschafts- und Tiermaler
- Kukla, Yolane (* 1995), australische Schwimmerin
- Kukla, Zygmunt (1948–2016), polnischer Fußballtorhüter
- Kuklew, Michail Igorewitsch (* 1982), russischer Eishockeyspieler
- Kuklewa, Galina Alexejewna (* 1972), russische Biathletin
- Kuklierius, Mindaugas (* 1972), litauischer Politiker
- Kuklík, Jan (1940–2009), tschechischer Neuzeithistoriker, Fachbuchautor und Hochschullehrer
- Kuklík, Jan (* 1967), tschechischer Rechtshistoriker und Hochschullehrer
- Kuklin, Georgi Ossipowitsch (1903–1939), sowjetischer Prosaschriftsteller und Kinderbuchautor
- Kuklin, Michail (* 1987), russischer Skilangläufer
- Kuklina, Ida Nikolajewna (* 1934), russische Menschenrechtlerin
- Kuklina, Larissa Grigorjewna (* 1990), russische Biathletin
- Kuklinski, Ilse (* 1926), deutsche Schauspielerin
- Kuklinski, Richard (1935–2006), US-amerikanischer Schwerverbrecher
- Kukliński, Ryszard (1930–2004), polnischer Militär, Oberst der polnischen Volksarmee und CIA-Spion
- Kuklinski, Wilhelm (1892–1963), deutscher Politiker (SPD), MdL
- Kuklová, Michaela (* 1968), tschechische Schauspielerin
- Kuklys, Mantas (* 1987), litauischer Fußballspieler

### Kuko
- Kúko, Mala Høy (* 1969), grönländischer Politiker (Siumut)
- Kukoc del Carpio, Yerko Andrés (1954–2011), bolivianischer Politiker
- Kukoč, Tonći (* 1990), kroatischer Fußballspieler
- Kukoč, Toni (* 1968), kroatischer BasketballspielerToni Kukoč (* 1968)

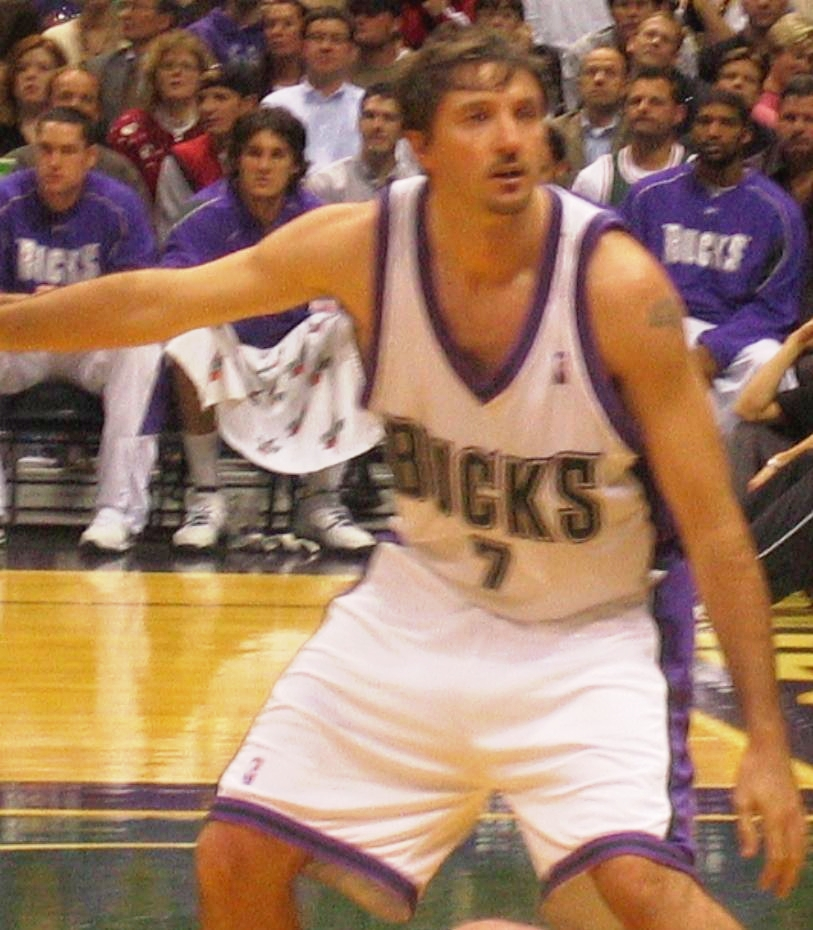
Toni Kukoč (* 1968)

- Kukofka, Gerhard (1917–1970), oberschlesischer Schriftsteller, Heimatdichter und Verlagslektor
- Kukolj, Aleksandar (* 1991), serbischer Judoka
- Kukolnik, Nestor Wassiljewitsch (1809–1868), russischer Romanist, Dichter und Dramatiker
- Kukolnik, Pawel (1795–1884), russischer Dichter polnisch-slowakischer Herkunft, litauischer Historiker, Professor
- Kukors, Ariana (* 1989), US-amerikanische Schwimmerin
- Kukota, Oleh (* 1997), ukrainischer Hürdenläufer
- Kukovec, Damjan (* 1977), slowenischer Jurist
- Kukowitsch, Rolf (1912–1997), deutscher Fußballtrainer
- Kukowka, Albert Wilhelm (1894–1977), deutscher Mediziner
- Kukowski, Nina (* 1960), deutsche Geophysikerin
- Kukowsky, Jürgen (* 1940), deutscher Maler und Grafiker

### Kukr
- Kukrit Pramoj (1911–1995), thailändischer Politiker, Premierminister (1975–1976)
- Kukrle, Michael (* 1994), tschechischer Radrennfahrer

### Kuks
- Kuksin, Sergei Borissowitsch (* 1955), russischer Mathematiker
- Kuksina, Natalja Witaljewna (* 1984), russische Ringerin
- Kuksow, Anatolij (1949–2022), ukrainischer Fußballspieler

### Kuku
- Kuku, Emir-Ussejin (* 1976), krimtatarischer Menschenrechtsaktivist
- Kuku, Gabriel (* 2001), deutscher Basketballspieler
- Kukučín, Martin (1860–1928), slowakischer Schriftsteller und Mediziner
- Kukuck, Felicitas (1914–2001), deutsche Komponistin
- Kukuck, Thomas (* 1948), deutscher Musikproduzent
- Kukučka, Jozef (* 1957), slowakischer Fußballspieler
- Kukučka, Peter (* 1982), slowakischer Handballspieler und -trainer
- Kukuczka, Czesław (1935–1974), polnischer Feuerwehrmann, Mordopfer der DDR-Staatssicherheit
- Kukuczka, Jerzy (1948–1989), polnischer Bergsteiger
- Kukuczka, Karolina (* 2002), polnische Skilangläuferin
- Kukuk, Christian (* 1990), deutscher SpringreiterChristian Kukuk (* 1990)

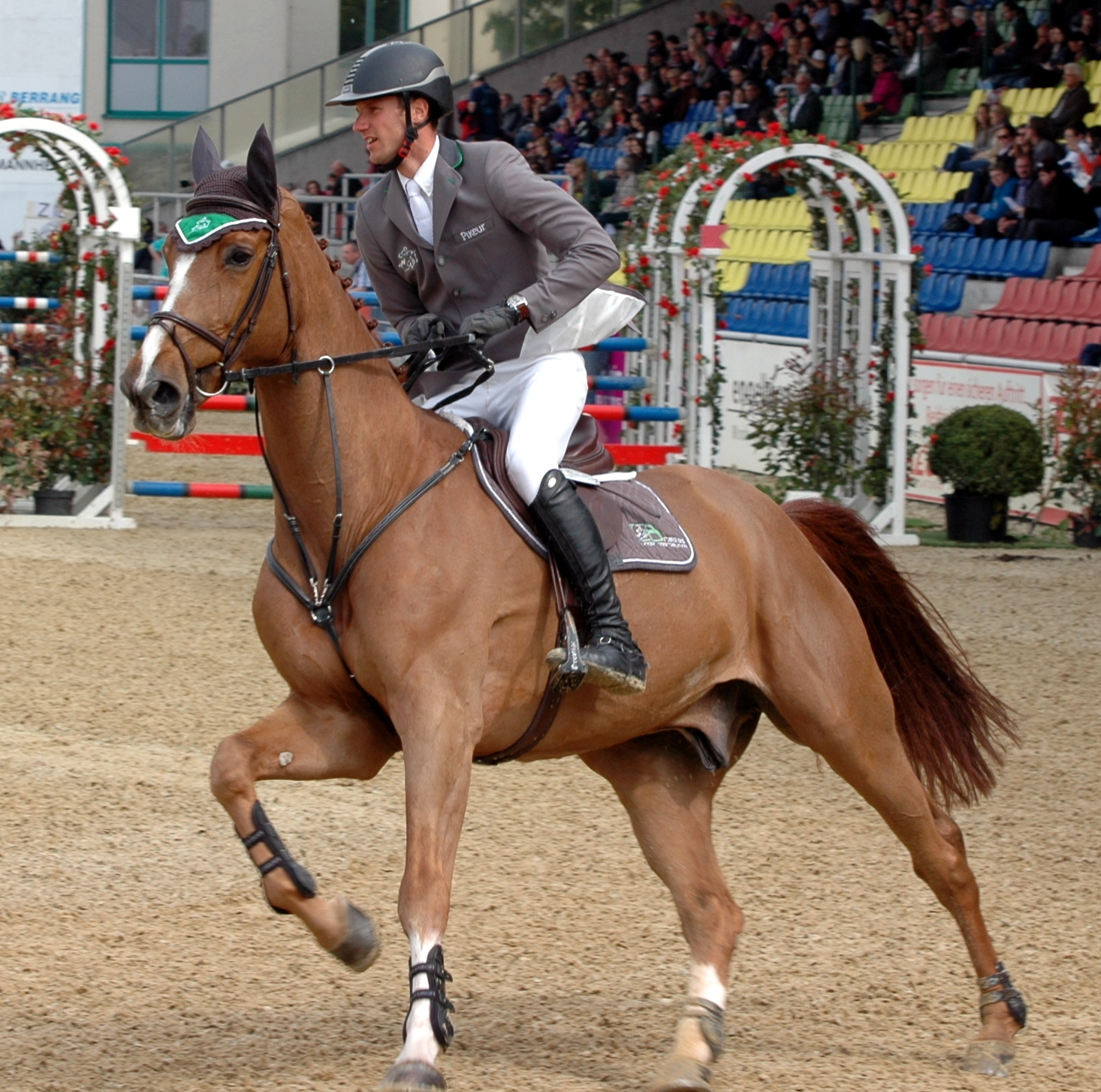
Christian Kukuk (* 1990)

- Kukuk, Fritz (1905–1987), deutscher Autor und Lyriker
- Kukuk, Paul (1877–1967), deutscher Geologe
- Kukuk, Willy (1875–1944), deutscher Landschaftsmaler
- Kukula, Martin (1957–2013), deutscher Kameramann
- Kukula, Ralf (* 1962), deutscher Filmemacher und Regisseur
- Kukula, Richard Cornelius (1862–1919), österreichischer Philologe
- Kukula, Thomas (* 1965), deutscher DJ und Eurodisco-Produzent
- Kukulies, Ronald (* 1971), deutscher Schauspieler
- Kukuljević-Sakcinski, Ivan (1816–1889), kroatischer Historiker und Politiker
- Kukułka, Krzysztof (* 1959), polnischer römisch-katholischer Geistlicher
- Kukulska, Adrianna (* 1998), polnische Volleyballspielerin
- Kukulska, Natalia (* 1976), polnische Pop-Sängerin
- Kukulski, Jarosław (1944–2010), polnischer Komponist
- Kukumberg, Roman (* 1980), slowakischer Eishockeyspieler
- Kukura, Juraj (* 1947), slowakischer SchauspielerJuraj Kukura (* 1947)

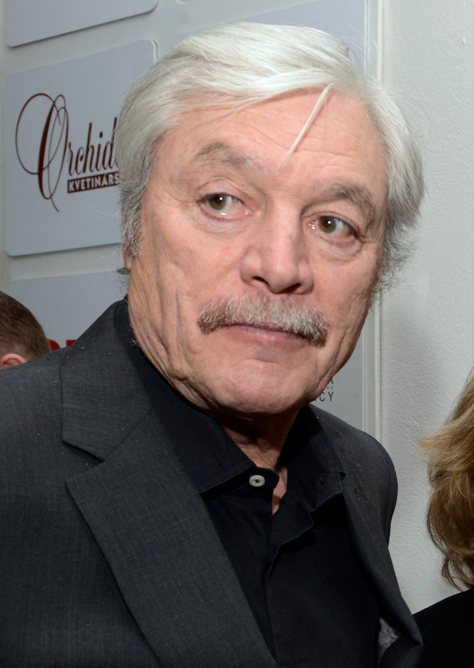
Juraj Kukura (* 1947)

- Kukura, Philipp (* 1978), slowakischer Physikochemiker
- Kukuraitis, Linas (* 1978), litauischer Sozialarbeiter
- Kukuruzović, Damir (1975–2020), kroatischer Jazzgitarrist
- Kukuruzović, Stjepan (* 1989), kroatischer Fußballspieler
- Kukuryka, Stanisław (1928–2010), polnischer Politiker, Mitglied des Sejm und Diplomat
- Kukuschkin, Igor Wladimirowitsch (* 1958), russischer Physiker
- Kukuschkin, Michail (* 1987), kasachischer Tennisspieler
- Kukuschkin, Sjarhej (* 1985), belarussischer Eishockeyspieler
- Kukutz, Irena (* 1950), deutsche Politikerin (Neues Forum), MdA